# Žbince
Žbince este o comună slovacă, aflată în districtul Michalovce din regiunea Košice. Localitatea se află la altitudinea de 104 m deasupra n.m., se întinde pe o suprafață de 15,07 km2 și în 2017 număra 985 de locuitori.

## Istoric
Localitatea Žbince este atestată documentar din 1221.

## Demografie
| An:                | 1994 | 2004    | 2014   | 2024   |
| ------------------ | ---- | ------- | ------ | ------ |
| Număr de persoane: | 856  | 955     | 965    | 987    |
| Diferență:         |      | +11,56% | +1,04% | +2,27% |

| An:                | 2023 | 2024   |
| ------------------ | ---- | ------ |
| Număr de persoane: | 994  | 987    |
| Diferență:         |      | −0,70% |